# GOODBYE LONELY 〜Bside collection〜
『GOODBYE LONELY 〜Bside collection〜』（グッバイ・ロンリー ビーサイド・コレクション）は、GARNET CROWの3枚目のベストアルバム。

## 解説
2010年発売の『THE BEST History of GARNET CROW at the crest...』以来となるベストアルバムで、初のB面集（カップリングベスト）。初回限定盤（CD2枚組＋DVD）と通常盤（CD2枚組のみ）の2形態での発売で、ジャケットのデザイン、収録曲が異なる。
これまでに発売された33枚のシングルに収録されたカップリング曲から32曲を収録。本作の発売は、昨年12月に発売した9thアルバム『メモリーズ』に合わせて開設されたスペシャルサイトにて告知され、サイト内で行われたファンからのリクエストと楽曲に関するエピソードを基に収録曲が決定された。収録曲のうち、21曲がアルバム初収録となった。ファン投票では、「廻り道」が1位となり、本作に収録されている。
なお、コンセプトアルバム『All Lovers』に収録されたカップリング曲の中で今作にも収録されたのは『Love Lone Star』のみである。
初回限定盤は、『メモリーズ』に続き、漫画家の夏目ひららとコラボレーションをしており、夏目ひらら書き下ろしのイラスト・ジャケット仕様で、彼女の書き下ろしによる漫画視聴用パスワードが封入されている。DVDには、初収録となる10曲のミュージッククリップが収録されており、2004年発売の16thシングル「君を飾る花を咲かそう」以降のシングル9曲と『メモリーズ』収録曲「JUDY」の英語バージョンとなる「JUDY 〜English ver.〜」が収録されている。通常盤は、ボーナス・トラックとして、「JUDY 〜English ver.〜」の音源が追加収録されている。
「JUDY 〜English ver.〜」は、『メモリーズ』の発売に合わせてYouTubeにショートバージョンのミュージッククリップがアップロードされていたが、フルサイズのミュージッククリップが初回限定盤のDVDに、音源が通常盤に、それぞれ本作で初収録となった。なお、英訳詞は、同じGIZA studioに所属しているシンガーソングライターのYoko Blaqstoneが担当した。

## 収録曲
特別記載が無い限り、作詞：AZUKI七　作曲：中村由利　編曲：古井弘人

### CD

#### DISC-1
1. Go For It
25thシングル「涙のイエスタデー」のカップリング曲。
2. Secret Path
28thシングル「百年の孤独」のカップリング曲。アルバム初収録。
3. For South
13thシングル「泣けない夜も 泣かない朝も」のカップリング曲。アルバム初収録。
4. 八月の夜
32ndシングル「Smiley Nation」のカップリング曲。アルバム初収録。
5. Circle Days
18thシングル「君の思い描いた夢 集メル HEAVEN」のカップリング曲。アルバム初収録。
6. Float World
  - 編曲：古井弘人、Miguel Sá Pessoa

15thシングル「僕らだけの未来」のカップリング曲。投票順位8位。
7. His Voyage
21stシングル「夢・花火」のカップリング曲。アルバム初収録。
8. lose feeling
15thシングル「僕らだけの未来」のカップリング曲。アルバム初収録。
9. 短い夏
27thシングル「夢のひとつ」のカップリング曲。アルバム初収録。
10. Crier Girl & Crier Boy 〜ice cold sky〜
12thシングル「クリスタル・ゲージ」のカップリング曲。
11. Flower
17thシングル「忘れ咲き」のカップリング曲。アルバム初収録。
12. nonsense
22ndシングル「今宵エデンの片隅で」のカップリング曲。アルバム初収録。
13. 愛に似てる
30thシングル「花は咲いて ただ揺れて」のカップリング曲。アルバム初収録。
14. whiteout
9thシングル「Timeless Sleep」のカップリング曲。アルバム初収録。
15. hi-speed スペシャル oneday
5thシングル「夏の幻」のカップリング曲。アルバム初収録。
16. 夕立の庭
11thシングル「スパイラル」のカップリング曲。投票順位3位。

#### DISC-2
1. in little time
  - 編曲：古井弘人、Miguel Sá Pessoa

2ndシングル「君の家に着くまでずっと走ってゆく」のカップリング曲。投票順位7位。
2. Love Lone Star
27thシングル「夢のひとつ」のカップリング曲。コンセプトアルバム『All Lovers』にも収録されている。カップリング曲では初のPVが作成された。
3. Argentina
26thシングル「世界はまわると言うけれど」のカップリング曲。アルバム初収録。
4. Holy ground 〜just like a "dejavu" arr.〜
  - 編曲：葉山たけし

23rdシングル「まぼろし」のカップリング曲。2枚目のアルバム『SPARKLE 〜筋書き通りのスカイブルー〜』収録曲である「Holy ground」のリアレンジバージョン。
このバージョンはアルバム初収録。
5. 夏の終わりの長い雨
14thシングル「君という光」のカップリング曲。アルバム初収録。
6. 彼方まで光を
26thシングル「世界はまわると言うけれど」のカップリング曲。アルバム初収録。
7. 廻り道
24thシングル「風とRAINBOW/この手を伸ばせば」のカップリング曲。アルバム初収録。投票順位1位。
8. 夜深けの流星達
16thシングル「君を飾る花を咲かそう」のカップリング曲。アルバム初収録。投票順位5位。
9. blue bird
4thシングル「千以上の言葉を並べても...」のカップリング曲。アルバム初収録。
10. Jewel Fish
7thシングル「Last love song」のカップリング曲。投票順位6位。
11. 未完成な音色
3rdシングル「二人のロケット」のカップリング曲。投票順位4位。
12. 一番素敵だった日
25thシングル「涙のイエスタデー」のカップリング曲。アルバム初収録。
13. トランス・トラップ
8thシングル「call my name」のカップリング曲。アルバム初収録。
14. Nora
29thシングル「Doing all right」のカップリング曲。投票順位2位。
朝日放送ミニドラマ『家族レッスン』主題歌。
15. live
33rdシングル「Misty Mystery」のカップリング曲。シングルバージョンはアルバム初収録。
16. たとえば12月の夜に
19thシングル「晴れ時計」のカップリング曲。アルバム初収録。
17. JUDY 〜English ver.〜（Bonus track）
  - 英訳詞：Yoko Blaqstone

9thアルバム『メモリーズ』収録曲の英語バージョン。通常盤のみ収録。

### DVD（初回限定盤のみ）
Music Clip集
1. 君を飾る花を咲かそう
16thシングル。
2. 君の思い描いた夢 集メル HEAVEN
18thシングル。
3. 晴れ時計
19thシングル。
4. 夢・花火
21stシングル。
5. 今宵エデンの片隅で
22ndシングル。
6. まぼろし
23rdシングル。
7. Over Drive
31stシングル。
8. この手を伸ばせば
24thシングル「風とRAINBOW／この手を伸ばせば」収録曲。
9. Love Lone Star
27thシングル「夢のひとつ」のカップリング曲。
10. JUDY 〜English ver.〜
9thアルバム『メモリーズ』収録曲の英語バージョン。映像は日本語バージョンのものと同じである。